# Xã Lower Nazareth, Quận Northampton, Pennsylvania
Xã Lower Nazareth (tiếng Anh: Lower Nazareth Township) là một xã thuộc quận Northampton, tiểu bang Pennsylvania, Hoa Kỳ. Năm 2010, dân số của xã này là 5.674 người.